# Stan de Groot
Stan de Groot (Gorinchem, 9 april 1996) is een Nederlands korfbalscheidsrechter. Hij won driemaal de prijs van Beste Nederlandse korfbalscheidsrechter, samen met zijn voormalig duo Peter van der Terp.

## Korfbal League
De Groot begon als scheidsrechter in 2013, op zeventienjarige leeftijd. In seizoen 2018-2019 maakte De Groot zijn debuut als scheidsrechter in de Korfbal League. Per seizoen 2019-2020 vormde hij een vast duo met Peter van der Terp. Dit duo stond tot en met seizoen 2023-2024 bekend als een van de beste scheidsrechterkoppels van Nederland. Zij floten onder andere de zaalfinale van 2021, 2022, 2023 en 2024.
Vanaf seizoen 2024-2025 vormt De Groot een vast duo met Danny Gerritsen.

## IKF
De Groot fluit namens de IKF ook op internationale toernooien, waaronder:
- EK 2024
- World Games 2025

## Prijzen
- Beste Scheidsrechter van het Jaar, 3x (2021, 2022 en 2023)